# Lentinus tuber-regium
Lentinus tuber-regium är en svampart som först beskrevs av Elias Fries, och fick sitt nu gällande namn av Elias Fries 1836. Lentinus tuber-regium ingår i släktet Lentinus och familjen Polyporaceae.   Inga underarter finns listade i Catalogue of Life.